# Kukutėnų apylinkės
Kukutėnų apylinkės este o arie protejată (sit de importanță comunitară — SCI) din Lituania întinsă pe o suprafață de 73,52 ha, integral pe uscat.

## Localizare
Centrul sitului Kukutėnų apylinkės este situat la coordonatele 55°34′39″N 26°32′17″E / 55.5776°N 26.5381°E.

## Înființare
Situl Kukutėnų apylinkės a fost declarat sit de importanță comunitară în septembrie 2021 pentru a proteja un număr necunoscut de specii din flora spontană și fauna sălbatică aflate în arealul zonei.

## Biodiversitate
Situată în ecoregiunea boreală, aria protejată conține 2 habitate naturale: Pajiști uscate europene, Mlaștini turboase de tranziție și turbării mișcătoare.
La baza desemnării sitului se află un număr nedeclarat de specii protejate.